# Crepidotus variabilis
Espèce

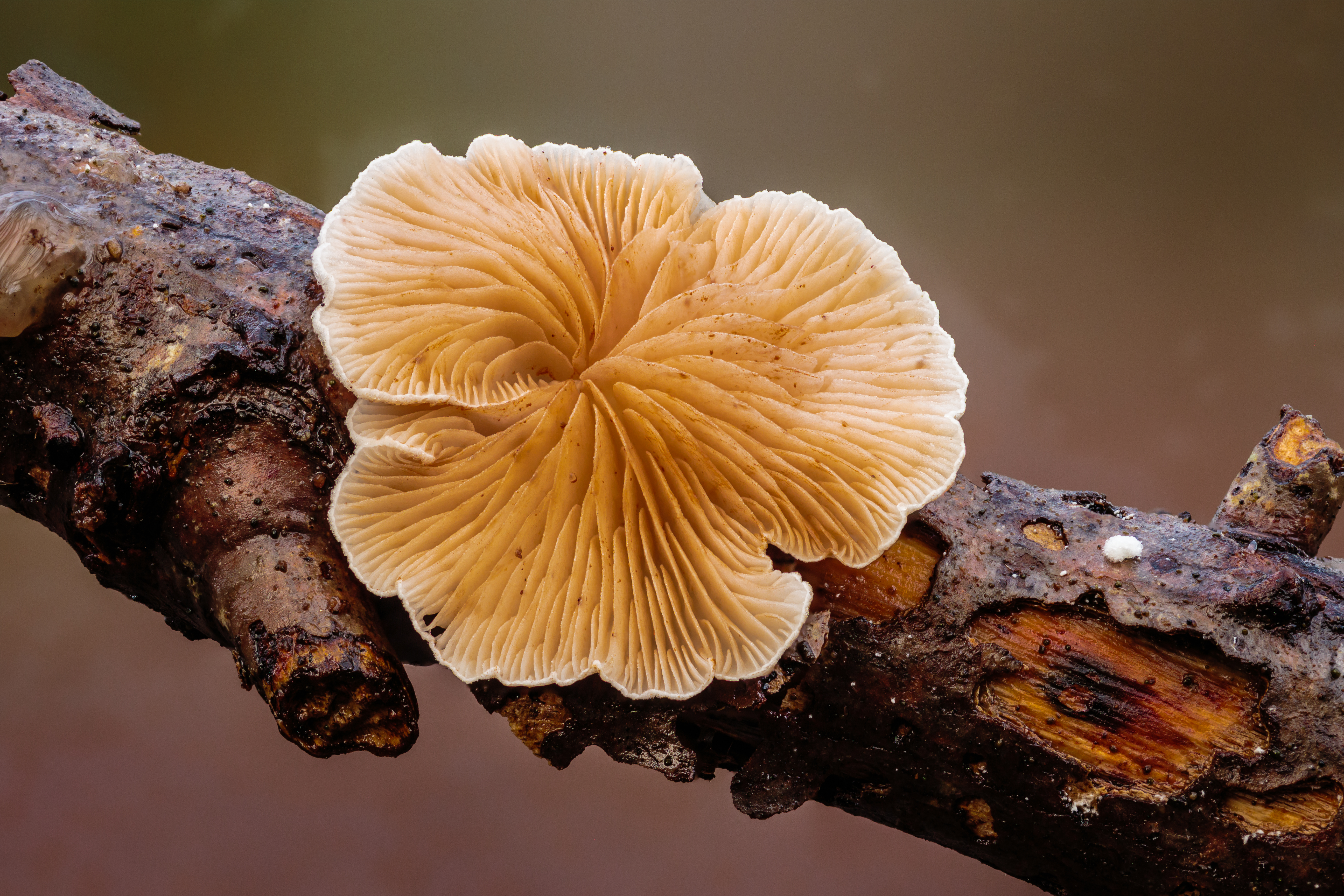
Un crepidotus variabilis d'environ 23 mm de diamètre sur une branche morte. Janvier 2022.

Crepidotus variabilis, le Crépidote variable, est une espèce de champignons saprophytes de la famille des Crepidotaceae.

## Comestibilité
Ce champignon n'est pas comestible.

## Liste des variétés
Selon MycoBank (19 janvier 2023) :
- Crepidotus variabilis var. sphaerosporus (Pat.) Quél., 1886
- Crepidotus variabilis var. stercorarius Reichert & Aviz.-Hersh., 1959
- Crepidotus variabilis var. subsphaerosporus J.E. Lange, 1940
- Crepidotus variabilis var. trichocystis Hesler & A.H.Sm., 1965
- Crepidotus variabilis var. variabilis

## Systématique
Le nom correct complet (avec auteur) de ce taxon est Crepidotus variabilis (Pers.) P. Kumm., 1871,.
L'espèce a été initialement classée dans le genre Agaricus sous le basionyme Agaricus variabilis Pers., 1800.
Ce taxon porte en français le nom vernaculaire ou normalisé suivant : Crépidote variable.
Crepidotus variabilis a pour synonymes :
- Agaricus sessilis Britzelm., 1894
- Agaricus sessilis Bull., 1784
- Agaricus variabilis Pers., 1800
- Claudopus multiformis Murrill, 1917
- Claudopus variabilis (Pers.) Fr., 1874
- Crepidopus variabilis (Pers.) Gray, 1821

## Publication originale
- (de) Paul Kummer, Der Führer in die Pilzkunde : Anleitung zum methodischen, leichten und sichern Bestimmen der in Deutschland vorkommenden Pilze : mit Ausnahme der Schimmel- und allzu winzigen Schleim- und Kern-Pilzchen, Zerbst, 1871, 146 p. (DOI 10.5962/BHL.TITLE.50494, lire en ligne).